# Duel Dolls 〜白銀色の指輪と撫子色の乙女達〜
Duel Dolls 〜白銀色の指輪と撫子色の乙女達〜（デュエルドールズ しろがねいろのゆびわとなでしこいろのおとめたち）は、雑誌『マジキュー』（エンターブレイン）Vol.22（2005年12月25日刊）からVol.36（2007年2月24日刊）まで連載された読者参加企画（実質的にはイラストストーリーを中心に展開）。画：てぃんくる、文芸：博恵夏樹。
副題の「白銀色」は「白金色の」と表記されている場合がある。

## ストーリー
サルヴェーテの街に在るウィータ聖心学園には「決闘」と称する風習が存在する。生徒は武器を携え、他の生徒と争い事になった場合は必ず「決闘」で優劣を付けると言うものであるが、相手を傷付けるのではなく制服――決闘に臨む礼服を切り裂かれた側が負けと言うルールである。
ある日、一部の生徒の左手の薬指に白銀色の指輪が現れたと言う噂が学園内を駆けめぐる。この指輪は、運命の女神・ファートゥムに祝福された男女の指に自分と同じ指輪を与えると言う伝説の指輪ではないかと言うのである。
果たして、白銀色の指輪を身に付けた4人の乙女達の運命はどうなるのか。

## 登場人物
マリアンジェラ・クラウディオ・キュールマン
9月18日生まれ（おとめ座）、血液型はO型。通称は「マリア」、一人称は「わたくし」。16歳。豪商人の娘だったが両親を亡くし、一族の遺産相続争いに巻き込まれるのを避けるためウィータ聖心学院の寮へ身を潜める。「倹約こそ美徳」と考え、自らもそれを実践。たとえ他人であっても無駄遣いをしているのを見るのは我慢がならない。武器は半透明の刃を持つ大剣・ゾフィエル。
静紅（しずく）・ヴァンカッセル
6月6日生まれ（ふたご座）、血液型はAB型。15歳。遠方の島国にある剣術道場の跡取りとして、男の子同然に育てられるが弟が生まれたことで花嫁修業のためにウィータ聖心学院へ留学することに。しかし、一人称が「ボク」であるなど女らしさを身に付けるのには苦慮している。武器は倭刀の青（せい）・赤（せき）で、二刀流を用いて闘う。
マーグリーズ・ポポル・フリズリクスドッティル8世
12月6日生まれ（いて座）、血液型はO型。通称は「リーズ」、一人称は「わらわ」。年齢不詳だが、他の3人より幼げな外見が特徴。実家はサルヴェーテの街の有力者で、その家柄を反映してか非常に高飛車な性格。正体不明の魔獣・イエモンをいつも連れ歩いている。武器は悪魔が封印されていると言う伝説を持つ矛槍（ハルバード）・イゾベル。
カナミ・シャーロット
3月21日生まれ（おひつじ座）、血液型はA型。16歳。一人称は「わたし」。正義感が強く、父が鍛えた無銘のレイピアを手に地区対抗戦で3年間無敗を誇る。性格は絵に描いたようなツンデレで、本当は剣術でなく亡き母と同様にバレエを習いたいと思っているが、自身の性格が邪魔をして機会に恵まれないまま現在に至る。
ククーシュカ・エル・ダクネイト
10月20日生まれ（てんびん座）、血液型はA型。通称は「クー」（リーズは「クークー」と呼んでいる）、一人称は「私」。フリズリクスドッティル家の三分家の一つ・ダクネイト家の長女。かつて本家継承を賭けた決闘で反則負けにより失格し、街から追放されたが妹・エリカと共に「運命の指輪」を授かりリーズに再勝負を挑む。武器は赤い刃のエストック・メデューラ。
エリカ・エル・ダクネイト
10月20日生まれ（てんびん座）、血液型はO型。一人称は「わたし」。ククーシュカの妹。姉とは対照的に弱気な性格だが、姉をとても敬愛しており生来の耳年増も加わって悶々とした日々を送っている。一対一の勝負は不得手だが、姉の危機に対しては姉の身に危害を加える者を絶対に許さない捨て身の覚悟で勝負を挑んで来る。武器は大鎌・ヴェスパタイン。
ウリエル・ハーマン
ウィータ聖心学園の教師でマリア・静紅・リーズ・カナミの担任。女性ながら、年下の美少女が好み。「ウサクマ太郎」と言うスナック菓子をいつも食べている。サルヴェーテの街に伝わる伝説は全く信じていない。